# Dead Space
Dead Space je survival hororová hra z pohledu třetí osoby od společnosti Visceral Games a distributora Electronic Arts, pro platformy PC, Xbox 360 a PlayStation 3. Hra vyšla 24. října 2008.

## Příběh
Dead Space je zasazen do roku 2508. Země byla na pokraji vyhynutí, když lidé vytěžili všechny nerostné suroviny. Zbývající lidé se rozhodli, že jediný způsob, jak získat suroviny nové a tím i přežít, je začít hledat mimo planetu Zemi. Bylo zapotřebí prohledávat nové planety. Na základě tohoto rozhodnutí přišla CEC s nově vynalezenou lodí, která měla zabránit úplnému vyhynutí lidstva: USG Ishimura.
USG Ishimura byla loď vyrobená pro hromadění nových surovin: takzvaného „planetcrackingu“ (doslovný překlad by byl rozlousknutí planety). Měla za úkol těžit z ostatních planet ty nejvzácnější a nejcennější suroviny a poté je odvézt zpět na Zemi. Díky „planetcrackingu“ lidstvo znovu prosperuje a nerostné zdroje jsou zastoupeny v hojné míře.
Během příběhu Ishimura úspěšně dokončí svou 34. těžbu a vydává se vytěžit planetu číslo 35. Nicméně události, které se odehrají během této poslední těžby, silně ohrožují budoucnost naší planety. Je tedy na Isaacu Clarkovi (hráči), aby zabil nekromorfy a zachránil zemi.

## Pokračování
V roce 2011 vyšlo pokračování Dead Space 2. O dva roky později třetí díl ze série, Dead Space 3. V roce 2023 se hra dočkala stejnojmenného remaku. Ten se avšak nedočkal velkého úspěchu.